# كارين مولاندر
كارين مولاندر (بالسويدية: Karin Molander)‏ هي ممثلة سويدية، ولدت في 20 مايو 1889 في السويد، وتوفيت بنفس المكان في 3 سبتمبر 1978.

## وصلات خارجية
- كارين مولاندر على موقع IMDb (الإنجليزية)
- كارين مولاندر على موقع قاعدة بيانات الأفلام السويدية (السويدية)
- كارين مولاندر على موقع قاعدة بيانات الفيلم (الإنجليزية)